# Rai Extra

Rai Extra – włoska stacja telewizyjna o tematyce rozrywkowej, należąca do spółki RAI.

## Historia Rai Extra
01.07.1999 powstały trzy stacje telewizyjne rozrywkowe z podspółki RAI Sat:
- RAI Sat Album,
- RAI Sat Show,
- RAI Sat Art (zastępca Rai Sat Uno).

31.07.2003 te trzy stacje połączyły się i powstało RAI Sat Extra, od 18.05.2010 obowiązuje nazwa RAI Extra.